# Bourgneuf (Charente-Maritime)
Bourgneuf is een gemeente in het Franse departement Charente-Maritime (regio Nouvelle-Aquitaine). De plaats maakt deel uit van het arrondissement La Rochelle. Bourgneuf telde op 1 januari 2022 1.441 inwoners.

## Geografie
De oppervlakte van Bourgneuf bedroeg op 1 januari 2022 2,68 vierkante kilometer; de bevolkingsdichtheid was toen 537,7 inwoners per km².
De onderstaande kaart toont de ligging van Bourgneuf met de belangrijkste infrastructuur en aangrenzende gemeenten.

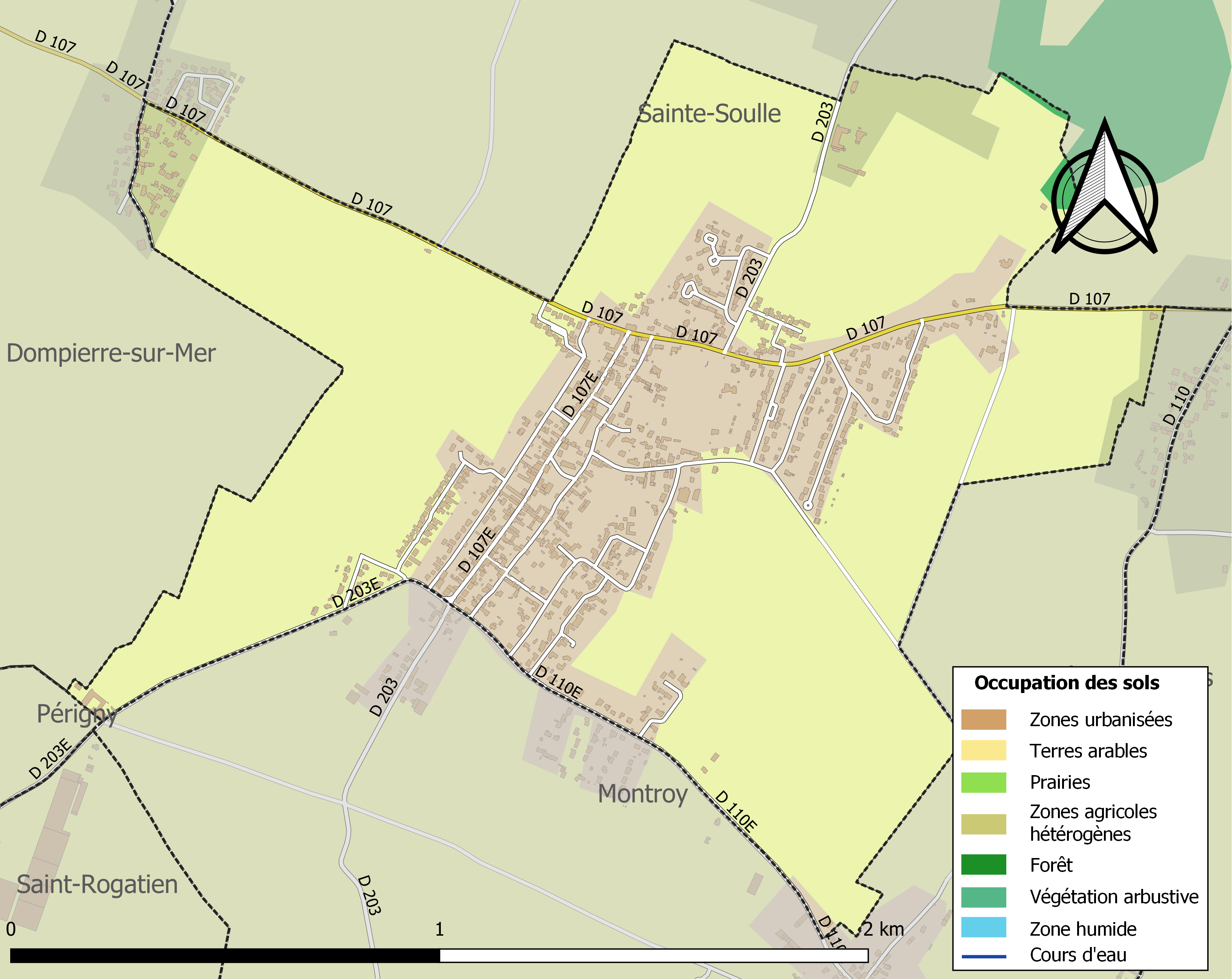

## Demografie
Onderstaande figuur toont het verloop van het inwonertal (bron: INSEE-tellingen).